# Bandera sami
La bandera sami està formada per quatre franges verticals de mida desigual en l'ordre vermell, verd, groc i blau. Centrat sobre les dues franges centrals s'hi afegeix un cercle blau i vermell. La bandera fou escollida per la Conferència Nòrdica Sami a través d'un concurs en el que es presentaren 74 dissenys de 27 artistes. En fou guanyador el disseny presentat per l'artista sami noruega Astrid Båhl.
El logotip del Parlament Sami de Suècia presenta un cercle amb els quatre colors sami, mentre que el Parlament Sami de Finlàndia presenta també un cercle i els tres colors de la primera bandera Sami. El logotip actual del Parlament de Sámi de Noruega no incorpora cap dels elements de la bandera.

## Construcció i dimensions

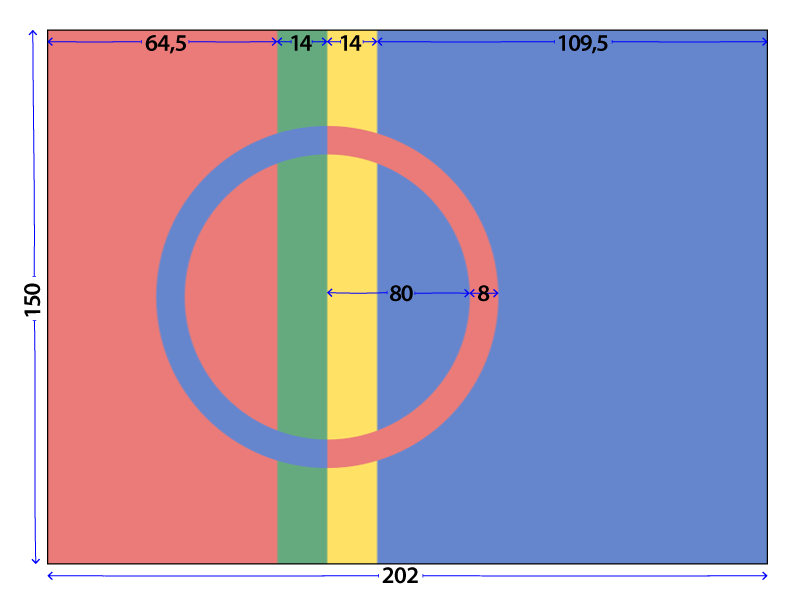
Plantilla de construcció de la bandera.

Les mides emeses pel Consell Sami són:
- Proporcions globals: 150 x 202 cm
- Franja vermella: 64,5 cm d'amplada
- Franja verda: 14 cm d'amplada
- Franja groga: 14 cm d'amplada
- Franja blava: 109,5 cm d'amplada
- El cercle és de 8 cm de gruix amb el color blau al costat del pal, i centrat en la línia divisòria entre les franges verda i groga. Es troba a 27 cm de la part inferior de la bandera. La distància del centre a la vora interior del cercle és de 80 cm.

### Colors
Els codis de color establerts pel Consell Nòrdic són els següents:
| Model de color | Vermell    | Verd        | Groc         | Blau        |
| -------------- | ---------- | ----------- | ------------ | ----------- |
| Pantone        | 485 C      | 356 C       | 116 C        | 286 C       |
| RGB            | 216, 30, 5 | 0, 122, 61  | 252, 209, 22 | 0, 56, 168  |
| CMYK           | 0-86-98-15 | 100-0-50-52 | 0-17-91-1    | 100-67-0-34 |
| RAL            | 3020       | 6029        | 1018         | 5005        |
| HTML           | #D81E05    | #007A3D     | #FCD116      | #0038A8     |

## Simbolisme
En quant al simbolisme, existeixen diferents interpretacions. Una d'elles fa referència al conjunt dels colors de les banderes escandinaves (però el color blanc present a la bandera de Finlàndia no hi apareix), el cercle representa la unitat (en aquest cas és apropiada la divisió del cercle com el territori del poble sami). Altres versions asseguren que els colors estan basats en el tradicional vestit sami, sovint de color vermell, blau o groc (però també blanc i aquí novament no està representat). O identifiquen el vermell amb el foc, el blau amb l'aigua, el groc amb l'aire i el verd amb la terra. Mentre el cercle es pot veure com el Sol o la Lluna, o com tots dos (per això està en 2 colors). També pot ser interpretat com al tambor dels xamans samis (això ha creat controvèrsia en les comunitats luteranes).

## Història

Primer disseny de bandera per al poble Sami fet per Synnøve Persen.

La poetessa i artista visual Synnøve Persen va dissenyar el desembre de 1977 una bandera no oficial (de proporcions 3-1-7) sobre la base dels colors utilitzats pels activistes sami a Noruega a partir dels anys 60. Aquesta bandera va ser àmpliament utilitzada, i va ser un símbol recurrent durant les protestes contra el projecte de desenvolupament hidroelèctric al riu Alta situat al comtat noruec de Finnmark. Es dona el cas també que els colors blau, vermell i groc s'utilitzen habitualment als gáktis, el vestit tradicional Sámi.
La qüestió d'adoptar una bandera va sorgir degut a l'increment de l'activisme a favor de la creació d'un estat per al poble Sami durant els anys 1970. El disseny actual va ser adoptat en la 13a Conferència Nòrdica Sami d'Åre (Suècia) el 14 d'agost de 1986. El Consell Sami (un conjunt d'organitzacions sami, on la Conferència Nòrdica Sami és el cos més representatiu) va anunciar un concurs per establir una bandera. En resposta s'obtingueren un total de 74 dissenys, dels quals 2 propostes es varen sotmetre a la Conferència, la qual va donar com a guanyador el disseny de l'artista sami Astrid Båhl que afegia una franja verda i un cercle blau i vermell al model de bandera anterior.